# Philippe Le Sourd
Phillippe Le Sourd é um cinematografista francês. Como reconhecimento, foi nomeado ao Oscar 2014 na categoria de Melhor Cinematografia por The Grandmaster.